# 牛津 (緬因州)
牛津（英語：Oxford）是一個位於美國緬因州牛津縣的鎮。

## 人口
根據2020年美國人口普查的數據，牛津的面積為108.47平方千米，當中陸地面積為100.29平方千米，而水域面積為8.18平方千米。當地共有人口4229人，而人口密度為每平方千米39人。